# 도편수
도편수(都邊首)는 조선시대에 건축공사를 담당하던 기술자의 호칭으로, 각 분야의 책임자인 변수의 우두머리를 칭한다. 현재는 전통적인 방법으로 한옥, 사찰, 궁궐 등의 목조건축물을 건축하는 자를 칭한다.
목조문화재 건립과 복원에서도 활동하고 있다.

## 같이 보기
- 대목장(大木匠)
- 소목장(小木匠)